# Апостолов, Михаил (борец)
Михаил Апостолов (род. 23 апреля 1980) — болгарский самбист и дзюдоист, чемпион (2001) и серебряный призёр (2002) призёр чемпионатов Болгарии по дзюдо, бронзовый призёр чемпионатов Европы по самбо 2004, 2005 и 2006 годов, серебряный призёр чемпионатов мира по самбо 2004 и 2005 годов. Также участвовал в чемпионате мира по самбо 2002 года в Панаме, где занял пятое место. По самбо выступал в полутяжёлой весовой категории (до 100 кг).

## Чемпионаты Болгарии
- Чемпионат Болгарии по дзюдо 2001 года — ;
- Чемпионат Болгарии по дзюдо 2002 года — ;